# Glasgow (Montana)
Pour les articles homonymes, voir Glasgow (homonymie).
La ville de Glasgow est le siège du comté de Valley, dans l’État du Montana, aux États-Unis. Selon le recensement de 2010, elle compte 3 250 habitants.

## Histoire
La ville a été fondée en 1880. Jusque dans les années 1960, elle comptait quelque 12 000 habitants. La fermeture de la base militaire aérienne Glasgow Air Force Base après la guerre du Viêt Nam a entraîné son déclin démographique.

## Personnalités liées à la ville
- Ronald Speirs (1920-2007), officier américain de la 101e division aéroportée, commandant de la Easy Company, mort à Glasgow.
- Steve Reeves (1926-2000), bodybuilder, acteur et scénariste, né à Glasgow.